# 화룡경

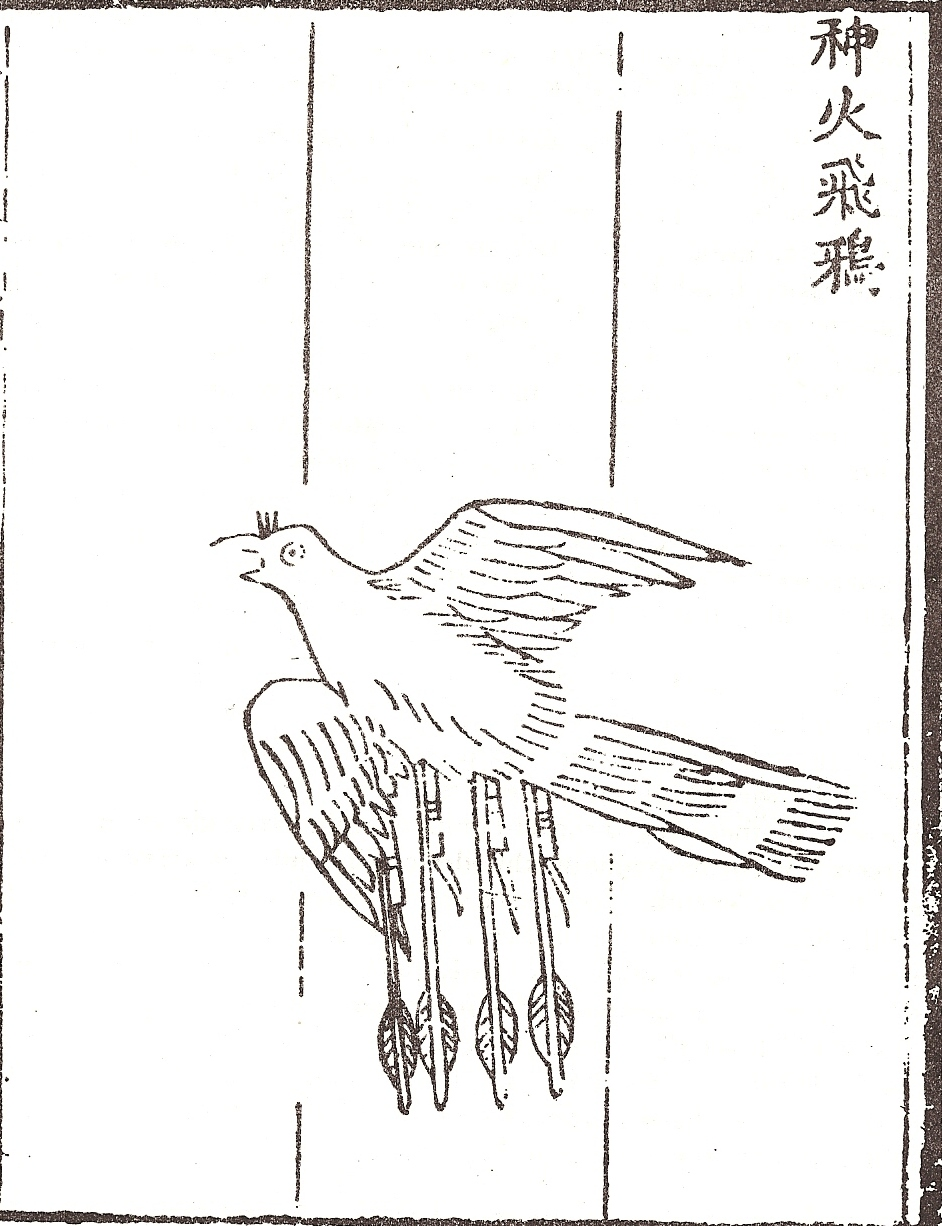
《화룡경》에 소개된 신화비아(神火飛鴉)

《화룡경》(火龍經)은 중국 명나라 시대에 출간된 군사 무기에 관한 책이다. 1403년(영락 10년) 유기(劉基), 초옥(焦玉)에 의해 완성되었다.
1280년부터 14세기 중엽까지 화약을 이용해서 만들 수 있는 화기를 소개하고 있다. 폭탄, 불화살, 로켓, 로켓 런처, 지뢰, 기뢰, 화창, 핸드 캐넌, 캐넌 등을 소개하고 있다.

## 같이 보기
- 유기 (명나라)
- 화약의 역사
- 무경총요
- 기효신서
- 무비지